# Àrgids
Els àrgids (Argidae) són una gran família d'himenòpters del subordre dels símfits (Symphyta), que conté 897 espècies. Són de distribució mundial, i es troben especialment als tròpics. Amiden entre 8 i 15 mm i la majoria presenten coloració negre o obscura. Tenen les antenes formades per un sol segment o flagelòmer llarg, fet que les distingeix d'altres símfits. L'antena del mascle sol tenir forma de diapasó.
Les larves són herbívores i sovint mostren un comportament gregari. Generalment s'alimenten de les fulles d'arbres o arbusts però algunes s'alimenten de batata (Ipomoea batatas) o d'espècies de Portulaca. Molt poques espècies aconsegueixen la consideració de plagues. Es consideren mal voladors.